# Bandy Bond Nederland
Bandy Bond Nederland (svenska ung.: "Bandyförbundet Nederländerna") är det styrande organet för bandy och rinkbandy i Nederländerna. Huvudkontoret ligger i Nijmegen.

## Historik
Nederländerna var ett av de länder där man tidigast spelade bandy. Det första nationella bandyförbundet bildades 1898 och hanterade också landhockey, det hette Nederlandsche Hockey & Bandy Bond. På 1930-talet, när ishockeyn hade kommit till Nederländerna och lockat till sig många av de tidigare bandyspelarna, släppte detta förbund bandyn; förbundet finns kvar än idag under namnet Koninklijke Nederlandse Hockey Bond (Kungliga nederländska hockeyförbundet) men hanterar numera bara landhockeyn. Bandy fortsatte dock att spelas på sina håll i landet, även om det under många år inte fanns något nationellt förbund.
År 1971 bildades så Nederlandse Bandy Federatie, som blev medlem i Internationella bandyförbundet 1973. Nederländerna blev därmed det första landet som anslöt sig till Internationella bandyförbundet efter de länder som hade grundat förbundet 1955 (Finland, Norge, Sovjetunionen och Sverige). Ett par decennier senare gick den nederländska bandyn upp i skridskoförbundet Skate Bond Nederland med avsikt att samordna resurserna, men man fann så småningom att det kunde vara bättre att koncentrera arbetet för sporten i ett eget förbund. Det nuvarande bandyförbundet Bandy Bond Nederland bildades 2012.